# Pereslawskoje
Pereslawskoje (russisch Переславское, deutsch Drugehnen, litauisch Drugėnai) ist ein Ort in der russischen Oblast Kaliningrad mitten auf der Halbinsel Samland im Rajon Selenogradsk. Er gehört zur kommunalen Selbstverwaltungseinheit Stadtkreis Selenogradsk.

## Geographische Lage
Pereslawskoje liegt 18 Kilometer nordwestlich der Oblasthauptstadt Kaliningrad (Königsberg) und 25 Kilometer nordöstlich der einstigen Kreisstadt Primorsk (Fischhausen) an einer Hauptstraße, die Kaliningrad (auf einem Teilstück der früheren deutschen Reichsstraße 143) mit den Ostseestädten Pionerski (Neukuhren) und Swetlogorsk (Rauschen) bzw. mit der Bernsteinküste verbindet. Pereslawskoje ist als Ostanowotschny punkt „O.p. 20 km“ Haltepunkt an der Bahnstrecke Kaliningrad–Swetlogorsk, der ehemaligen Samlandbahn. Wenige Kilometer weiter nördlich liegt an der gleichen Bahnlinie die Bahnstation „Pereslawskoje-Sapadnoje“, die bis 1945 Marienhof (russisch: Nowo-Pereslawskoje, nicht mehr existent) genannt wurde und Endstation der von Fischhausen (Primorsk) kommenden und nach 1945 abgebrochenen Fischhausener Kreisbahn war.

## Geschichte
Das Gründungsdatum von Drugehnen liegt im Jahre 1339. 1874 wurde der Ort in den Amtsbezirk Seefeld (russisch: Prostornoje, nicht mehr existent) eingegliedert, der zum Landkreis Fischhausen im Regierungsbezirk Königsberg der preußischen Provinz Ostpreußen gehörte. Am 18. Mai 1930 wurde durch Umbenennung des Amtsbezirks Seefeld Drugehnen namensgebender Ort. In den Amtsbezirk Drugehnen, der am 1. April 1939 dem neu geschaffenen Landkreis Samland beitrat, waren bis 1945 fünf Landgemeinden eingegliedert.
Im Vorfeld des Zweiten Weltkrieges wurde bei Drugehnen der Bau eines Großtanklagers der Wirtschaftlichen Forschungsgesellschaft (einer Tarnorganisation) begonnen, das kriegswirtschaftlichen Zwecken diente und eine Kapazität von 100.000 m³ aufwies. Es wurde unter dem Tarnnamen Hegeberg geführt. Nach Kriegsende wurde das Tanklager gesprengt.
In Kriegsfolge kam Drugehnen mit dem nördlichen Ostpreußen zur Sowjetunion und wurde im Jahr 1947 nach der Herkunft der Neusiedler aus dem Rajon Pereslawl in der Oblast Jaroslawl in Pereslawskoje umbenannt. Gleichzeitig wurde der Ort Sitz eines Dorfsowjets im Rajon Primorsk. Seit 2005 war Pereslawskoje Sitz einer Landgemeinde und gehört nach deren Auflösung im Jahr 2015 zum Stadtkreis Selenogradsk.

### Amtsbezirk Drugehnen (1930–1945)
Im Jahre 1930 wurde Drugehnen durch Umbenennung des Amtsbezirks Seefeld namensgebender Ort für den Amtsbezirk, der bis 1945 existierte und fünf Dörfer einschloss:
| Name       | Russischer Name                 |
| ---------- | ------------------------------- |
| Dommelkeim | Pawlinino                       |
| Drebnau    | Seljony Gai                     |
| Drugehnen  | Pereslawskoje                   |
| Marienhof  | Nowo-Pereslawskoje              |
| Wiekau     | Chrustalnoje, jetzt: Kolossowka |

### Pereslawski selski Sowet/okrug 1947–2005
Der Dorfsowjet Pereslawski selski Sowet (ru. Переславский сельский Совет) wurde im Juni 1947 im Rajon Primorsk eingerichtet. Nach dem Zerfall der Sowjetunion bestand die Verwaltungseinheit als Dorfbezirk Pereslawski selski okrug (ru. Переславский сельский округ). Von etwa 2000 bis 2001 war der Kolossowski selski okrug aus dem Pereslawski selski okrug ausgegliedert. Im Jahr 2005 wurden die verbliebenen Orte des Dorfbezirks in die neu gebildete Landgemeinde Pereslawskoje selskoje posselenije übernommen.
| Ortsname                     | Name bis 1947/50                               | Bemerkungen |
| ---------------------------- | ---------------------------------------------- | --- |
| Alexejewka (Алексеевка)      | Auschlacken                                    | Der Ort wurde 1950 umbenannt. |
| Bobrowo (Боброво)            | Kobbelbude                                     | Der Ort wurde 1947 umbenannt und war zunächst in den Dorfsowjet Swetlowski eingeordnet. Etwa 1975 gelangte er in den Dorfsowjet Wolotschajewski im Rajon Gurjewsk.                           |
| Bratskoje (Братское)         | Prilacken                                      | Der Ort wurde 1947 umbenannt und vor 1975 verlassen. |
| Bugrowo (Бугрово)            | Warglitten                                     | Der Ort wurde 1950 umbenannt und vor 1975 verlassen. |
| Cholmogorowka (Холмогоровка) | Fuchsberg                                      | Der Ort wurde 1947 umbenannt und war zunächst in den Dorfsowjet Matrossowski im Rajon Gurjewsk eingeordnet.                                                                                  |
| Chrustalnoje (Хрустальное)   | Wiekau                                         | Der Ort wurde 1947 umbenannt und vor 1975 an den Ort Kolossowka angeschlossen. |
| Dimitrowo (Димитрово)        | Goldschmiede                                   | Der Ort wurde 1950 umbenannt und war zunächst in den Dorfsowjet Matrossowski im Rajon Gurjewsk eingeordnet. Er wurde vermutlich Ende der 1970er Jahre in die Stadt Kaliningrad eingemeindet. |
| Druschnoje (Дружное)         | Mednicken                                      | Der Ort wurde 1947 umbenannt. |
| Kamyschinka (Камышинка)      | Nastrehnen und Dallwehnen                      | Der Ort wurde 1947 umbenannt und vor 1975 verlassen. |
| Kolodzy (Колодцы)            | Pojerstieten (bei Kumehnen)                    | Der Ort wurde 1947 umbenannt und war zunächst in den Dorfsowjet Logwinski eingeordnet. Er wurde vor 1975 verlassen.                                                                          |
| Kolossowka (Колосовка)       | Willgaiten                                     | Der Ort wurde 1947 umbenannt. |
| Kotelnikowo (Котельниково)   | Wargen                                         | Der Ort wurde 1947 (offenbar fälschlicherweise als Warengen) umbenannt. |
| Kremnjowo (Кремнёво)         | Groß Blumenau und Klein Blumenau               | Der Ort wurde 1947 umbenannt und war zunächst in den Dorfsowjet Swetlowski eingeordnet. Etwa 1975 gelangte er in den Dorfsowjet Wolotschajewski im Rajon Gurjewsk.                           |
| Kulikowo (Куликово)          | Elchdorf (bis 1906: Pojerstieten (bei Wargen)) | Der Ort wurde 1947 umbenannt. |
| Kumatschowo (Кумачёво)       | Kumehnen                                       | Der Ort wurde 1947 umbenannt. |
| Kusnezkoje (Кузнецкое)       | Backelfeld                                     | Der Ort wurde 1947 umbenannt und war zunächst in den Dorfsowjet Matrossowski im Rajon Gurjewsk eingeordnet.                                                                                  |
| Ljublino (Люблино)           | Seerappen und Kornitten                        | Der Ort wurde 1947 umbenannt und war zunächst in den Dorfsowjet Wsmorjewski eingeordnet. Etwa 1975 gelangte er in den Dorfsowjet Wolotschajewski im Rajon Gurjewsk.                          |
| Logwino (Логвино)            | Medenau                                        | Der Ort wurde 1947 umbenannt und war zunächst der Verwaltungssitz des Dorfsowjets Logwinski.                                                                                                 |
| Malinowka (Малиновка)        | Polepen und Schorschehnen                      | Der Ort wurde 1950 umbenannt und war zunächst in den Dorfsowjet Logwinski eingeordnet. Er wurde vor 1975 verlassen.                                                                          |
| Morosowka (Морозовка)        | (Unter) Alkehnen und (Ober) Alkehnen           | Der Ort wurde 1950 umbenannt und war zunächst in den Dorfsowjet Matrossowski im Rajon Gurjewsk eingeordnet. Er wurde vor 1975 an den Ort Kusnezkoje angeschlossen.                           |
| Murmanskoje (Мурманское)     | Sickenhöfen                                    | Der Ort wurde 1950 umbenannt und war zunächst in den Dorfsowjet Logwinski eingeordnet. Er wurde vermutlich vor 1988 an den Ort Logwino angeschlossen.                                        |
| Orechowo (Орехово)           | Schuditten                                     | Der Ort wurde 1950 umbenannt und war zunächst in den Dorfsowjet Logwinski eingeordnet. Er wurde vor 1975 verlassen.                                                                          |
| Otkossowo (Откосово)         | Rosignaiten                                    | Der Ort wurde 1947 umbenannt. |
| Pawlinino (Павлинино)        | Dommelkeim                                     | Der Ort wurde 1947 umbenannt. |
| Pereleski (Перелески)        | Waldhausen                                     | Der Ort wurde 1950 umbenannt und war zunächst in den Dorfsowjet Matrossowski im Rajon Gurjewsk eingeordnet.                                                                                  |
| Pereslawskoje (Переславское) | Drugehnen                                      | Verwaltungssitz |
| Prostornoje (Просторное)     | Seefeld                                        | Der Ort wurde 1947 umbenannt und vor 1975 verlassen. |
| Rownoje (Ровное)             | Pollwitten                                     | Der Ort wurde 1950 umbenannt und war zunächst in den Dorfsowjet Logwinski eingeordnet. Er wurde vor 1975 verlassen.                                                                          |
| Schipowka (Шиповка)          | Bahnhof Powayen                                | Der Ort wurde 1947 umbenannt und war zunächst in den Dorfsowjet Logwinski eingeordnet. Etwa 1975 gelangte er in den Dorfsowjet Wolotschajewski im Rajon Gurjewsk.                            |
| Sinjawino (Синявино)         | Quanditten                                     | Der Ort wurde 1947 umbenannt und vor 1975 verlassen. |
| Tscherepanowo (Черепаново)   | (Adlig) Powayen                                | Der Ort wurde 1947 umbenannt und war zunächst in den Dorfsowjet Logwinski eingeordnet. Etwa 1975 gelangte er in den Dorfsowjet Wolotschajewski im Rajon Gurjewsk.                            |
| Wjasowka (Вязовка)           | Trenk                                          | Der Ort wurde 1947 umbenannt und vor 1975 an die Stadt Kaliningrad angeschlossen. An der Ortsstelle wurde eine Kleingartensiedlung angelegt.                                                 |
| Woloschino (Волошино)        | Brasnicken                                     | Der Ort wurde 1950 umbenannt. |

### Pereslawskoje selskoje posselenije 2005–2015

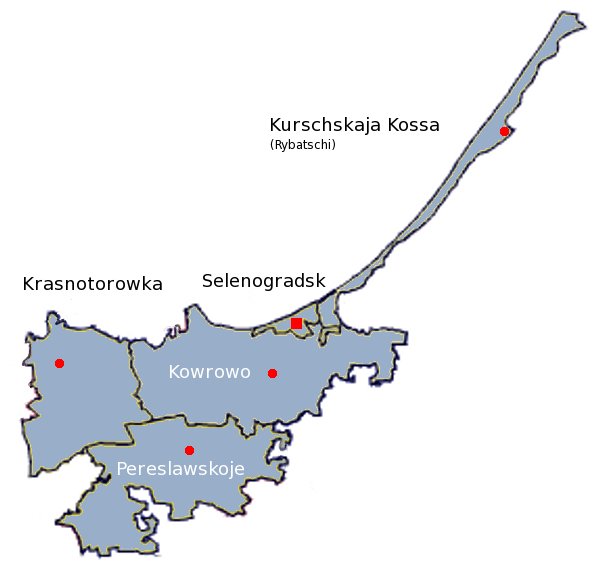
Die Lage der ehemaligen Landgemeinde Pereslawskoje selskoje posselenije im Süden des Rajons Selenogradsk

Die Landgemeinde Pereslawskoje selskoje posselenije (ru. Переславское сельское поселение, Pereslawskoje selskoje posselenije) wurde im Jahr 2015 eingerichtet. Sie umschloss einen Bereich von 205 km² bei 6.693 Einwohnern (Stand: 2010) in 19 zugeordneten Siedlungen, die vorher zu den Dorfbezirken Kostrowski selski okrug und Pereslawski selski okrug gehört hatten.
Neben dem zentralen Ort Pereslawskoje gehörten folgende 18 Siedlungen zur Landgemeinde:
| Name                         | Deutscher Name                                |  | Name                       | Deutscher Name |
| ---------------------------- | --------------------------------------------- |  | -------------------------- | -------------- |
| Alexejewka (Алексеевка)      | Auschlacken                                   |  | Kusnezkoje (Кузнецкое)     | Backelfeld     |
| Cholmogorowka (Холмогоровка) | Fuchsberg                                     |  | Logwino (Логвино)          | Medenau        |
| Doroschnoje (Дорожное)       | Kaspershöfen                                  |  | Otkossowo (Откосово)       | Rosignaiten    |
| Druschnoje (Дружное)         | Mednicken                                     |  | Pawlinino (Павлинино)      | Dommelkeim     |
| Kolossowka (Колсовка)        | Wiekau und Willgaiten                         |  | Pereleski (Перелески)      | Waldhausen     |
| Kostrowo (Кострово)          | Bludau                                        |  | Podoroschnoje (Подорожное) | Forken         |
| Kotelnikowo (Котельниково)   | Wargen                                        |  | Prochladnoje (Прохладное)  | Kragau         |
| Kulikowo (Куликово)          | Elchdorf, bis 1906: Pojerstieten (bei Wargen) |  | Serjogino (Серёгино)       | Ludwigsfelde   |
| Kumatschowo (Кумачёво)       | Kumehnen                                      |  | Woloschino (Волошино)      | Brasnicken     |

### Einwohnerentwicklung
| Jahr | Einwohner |
| ---- | --------- |
| 1910 | 180       |
| 1933 | 539       |
| 1939 | 792       |
| 2002 | 1.456     |
| 2010 | 1.388     |

## Kirche
Mit seiner vorwiegend evangelischen Bevölkerung war Drugehnen vor 1945 in das Kirchspiel der Pfarrkirche in Kumehnen (heute russisch: Kumatschowo) eingegliedert. Es gehörte zum Kirchenkreis Fischhausen (heute russisch: Primorsk) innerhalb der Kirchenprovinz Ostpreußen der Kirche der Altpreußischen Union.
Heute liegt Pereslawskoje im Einzugsbereich der evangelisch-lutherischen Auferstehungskirche in Kaliningrad (Königsberg) in der Propstei Kaliningrad der Evangelisch-lutherischen Kirche Europäisches Russland.